# Гальянов, Андрей Вячеславович
Андре́й Вячесла́вович Галья́нов (род. 5 апреля 1973, Ярославль, СССР) — советский и российский футболист, полузащитник.

## Карьера
Воспитанник СДЮСШОР «Ярославец». Начинал свою карьеру в 1990 году костромском «Спартаке». В 1992—1993 годах выступал в Первой лиге за димитровградскую «Ладу». В 1996 году вместе с «Шинником» пробился в Высшую лигу, в которой провёл 28 матчей, забил 1 гол. В 1998 году провёл 4 игры в розыгрыше Кубка Интертото. После своего ухода из «Шинника» играл в Первом дивизионе за «Балтику» и читинский «Локомотив». Последним клубом в карьере был ярославский «Нефтяник». После того, как клуб был расформирован, Гальянов завершил карьеру.

## Достижения
- Серебряный призёр Первого дивизиона: 1996